# Pedro Gomes Reinel
Pedro Gomes Reinel (Século XVI-Século XVII) foi um mercador português.

## Biografia
Negociou um contrato de "asiento" com a Coroa Espanhola em 1595, pelo qual introduziu 25.000 escravos no Brasil nos seis anos seguintes. Esse acordo introduzia características bem definidas nesse tipo de contrato. Segundo as suas cláusulas Reinel tinha por obrigação introduzir 4.250 escravos africanos, anualmente, nas Índias; podia conferir "licenças" a quem as desejasse e ele ficaria encarregado de completar o total exigido em caso de necessidade.
Os "asientos" firmados no século XVII seguiam a mesma linha daquele conferido a Reinel, variando em alguns aspectos, como o preço, o reforço das garantias, a duração do contrato, e outros.